# Rakita
Rakita (bulgariska: Ракита) är ett distrikt i Bulgarien.   Det ligger i kommunen Obsjtina Tjerven brjag och regionen Pleven, i den centrala delen av landet, 100 km nordost om huvudstaden Sofia.
Trakten runt Rakita består till största delen av jordbruksmark. Runt Rakita är det ganska glesbefolkat, med 47 invånare per kvadratkilometer.